# هاريسون ريد (لاعب هوكي جليد)
هاريسون ريد هو لاعب هوكي جليد كندي، ولد في 18 يناير 1988 في نيوماركت في كندا.

## وصلات خارجية
- هاريسون ريد على موقع دوري الهوكي الوطني (الإنجليزية)
- هاريسون ريد على موقع EliteProspects.com (الإنجليزية)
- هاريسون ريد على موقع HockeyDB.com (الإنجليزية)